# Annesorhiza caffra
Annesorhiza caffra là một loài thực vật có hoa trong họ Hoa tán. Loài này được (Meisn.) Benth. & Hook. f. mô tả khoa học đầu tiên.